# Тонски кластер
Кластер у музици представља симултано звучање најмање три узастопна тона неке музичке лествице. Име је добио од енглеске речи cluster (хрпа, гомила или грозд), будући да његов изглед у нотном тексту подсећа на грозд. На инструментима с клавијатуром кластер се изводи истовременим притискањем белих или црних дирки дланом или подлактицом, а у оркестру или хору кластер се добија тако што већи број чланова ансамбла изводи појединачне тонове кластера.
Иако је по грађи акорд, слушни доживљај кластера битно је другачији. Услед малог интервалског размака међу тоновима, кластер обично не чујемо хармонски функционално, већ га доживљавамо као музичку репрезентацију шума.